# 中国人保大厦

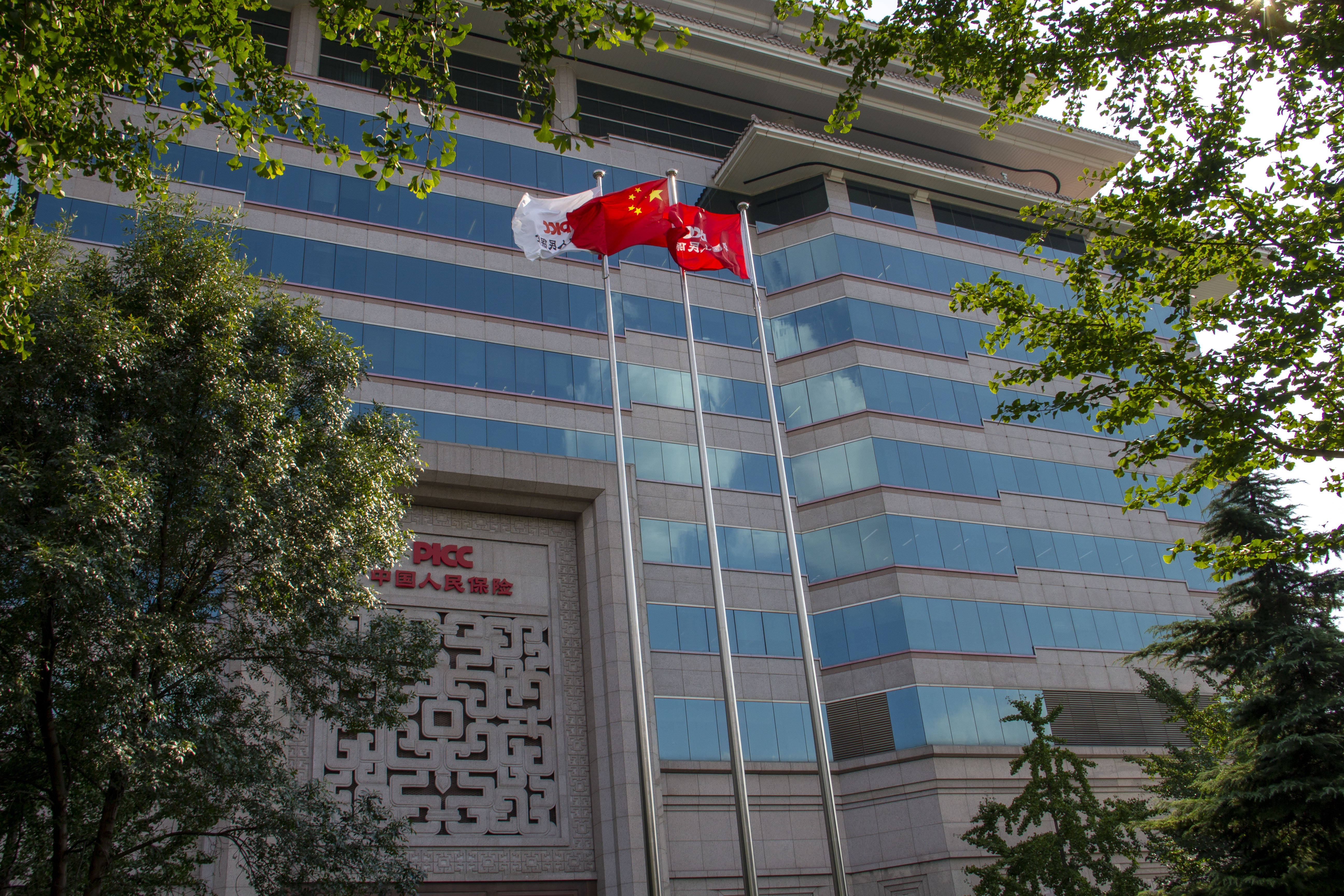
中国人保大厦正门

中国人保大厦，位于北京市西城区西长安街88号，是中国人民保险集团总部所在地。

## 历史
该大厦原先是首都时代广场，由西单建设与香港九龙仓集团合作开发建设，2000年正式营业。首都时代广场占地面积1.31公顷，总建筑面积12.2万平方米，包括5层商场、10层甲级办公楼和400个停车位。
首都时代广场开业后，一直缺乏人气，且停车不便，行人不多。2002年10月，撤了店中店，改为混合经营青春与时尚。2002年12月引进“国际精品折扣店”。
2003年9月底，首都时代影城在首都时代广场地下一层开业，这是由北京市电影公司、北京新影联影业有限责任公司、中国电影集团共同出资的五星级多厅电影城。开业一年多，便在新影联院线的电影院中排名第三，仅次于东方广场的新世纪影院和新东安电影城。2008年3月28日，首都电影院在西单大悦城重新开业，与首都时代影城形成竞争。2012年8月13日，因与物业方的合同即将到期，首都时代影城停映。
2005年，首都时代广场引进同属香港华镫集团的“美美百货”。开业后的美美时代百货面积约2.5万平方米，其中1层和2层主要经营国际一线品牌。但“美美百货”的奢侈品定位并未带动人气。2009年底，“美美百货”关闭。首都时代广场一层的GUCCI、COACH、范思哲等大牌的实体店也陆续关闭。因首都时代广场的经营一直无起色，西城区人民政府决定促成将其改作写字楼，引入国字头金融企业总部或北京地区总部。2009年末，香港九龙仓集团将持有的首都时代广场项目中87.5%的股权出售给北京华融基础设施投资有限责任公司，盈利逾10亿港元。
2010年被中国人民保险集团（简称人保集团）接手前，首都时代广场物业一直由“北京西长安街88号发展有限公司”开发经营，该公司有两位股东：北京华融基础设施投资有限责任公司、北京市西单商业区建设开发公司。2010年12月29日，人保集团旗下的人保财险发公告称，人保集团联合旗下人保财险、人保资产、人保健康、人保寿险、人保投控四家子公司，组成中国人保联合体，斥资37.44亿元进行股权收购，从北京华融基础设施投资有限责任公司和北京市西单商业区建设开发公司手中购得首都时代广场。2011年2月25日，人保集团与北京金融街投资（集团）公司举行交接仪式，人保集团正式接手西长安街88号（原首都时代广场），同时人保集团宣布成立88号公司，负责该大厦的装修和改造事宜。该大厦重新装修后，人保集团总部于2012年正式入驻。此前人保集团总部位于圆明园的万春园，已不能满足办公需要。西长安街88号由此更名为中国人保大厦。